# کوزوره کسا گاتاما
کوزوره کسا گاتاما (به ژاپنی: 崩袈裟固)-(به انگلیسی: Kuzure kesa gatame) یکی از فنون و تکنیک‌های دستهٔ کاتامه-وازا رشتهٔ ورزشی جودو است که در زیردستهٔ اوسای‌کومی-وازا دسته‌بندی می‌شود.